# Krivaj Sunjski
Krivaj Sunjski is een plaats in de gemeente Sunja in de Kroatische provincie Sisak-Moslavina. De plaats telt 114 inwoners (2001).